# Alberto Jiménez
Alberto Jiménez (* 8. April 1969 in Mexiko-Stadt, Mexiko) ist ein ehemaliger mexikanischer Boxer im Fliegengewicht.

## Profikarriere
Im Jahre 1988 begann er erfolgreich seine Profikarriere. Am 11. Februar 1996 boxte er gegen Jacob Matlala um die WBO-Weltmeisterschaft und gewann durch technischen K. o. in Runde 8. Diesen Gürtel verteidigte er insgesamt fünf Mal und verlor ihn im Dezember des darauffolgenden Jahres an Carlos Gabriel Salazar durch Knockout.
Im Jahre 2000 beendete er seine Karriere.